# Comuna Rakoveț, Horodenka
Rakoveț (în ucraineană Раковець) este o comună în raionul Horodenka, regiunea Ivano-Frankivsk, Ucraina, formată din satele Rakoveț (reședința) și Semenivka.

## Demografie
Componența lingvistică a comunei Rakoveț
     Ucraineană (99,94%)
     Alte limbi (0,06%)
Conform recensământului din 2001, majoritatea populației comunei Rakoveț era vorbitoare de ucraineană (99,94%), existând în minoritate și vorbitori de alte limbi.